# Славково (Млавський повіт)
Славково (пол. Sławkowo) — село в Польщі, у гміні Шренськ Млавського повіту Мазовецького воєводства.
Населення — 74 особи (2011).
У 1975—1998 роках село належало до Цехановського воєводства.

## Демографія
Демографічна структура станом на 31 березня 2011 року:
|          | Загалом | Допрацездатний вік | Працездатний вік | Постпрацездатний вік |
| -------- | ------- | ------------------ | ---------------- | -------------------- |
| Чоловіки | 35      | 8                  | 22               | 5                    |
| Жінки    | 39      | 8                  | 19               | 12                   |
| Разом    | 74      | 16                 | 41               | 17                   |